# Calgary Herald
Calgary Herald (укр. Вісник Калгарі) — канадська газета, що виходить з 1883 року.
Перший випуск газети було видано 31 серпня 1883 року. Її видавниками були вчитель Томас Брейден та його друг Ендрю Армор. На злитті річок Боу та Елбоу стояв намет, в якому було надруковано перші 150 примірників газети, що складалася з чотирьох сторінок та мала назву Calgary Herald, Mining and Ranch Advocate and General Advertiser (укр. Вісник Калгарі, захисник гірничої справи та сільського господарства, загальний рекламодавець). Для видання газети було взято 500-доларову позику, але річна підписка, що коштувала три долари, ледве дозволяла зводити кінці з кінцями. Невдовзі засновники переїхали до постійного приміщення, найнявши справжнього редактора. Починаючи з 1885 року газета стала виходити щодня.
1894 року видання було на межі банкрутства, але його врятував Джей Джей Янг, викупивши виробництво. Справи пішли вгору і 1902 року було придбано два лінотипи, на яких друкували газету протягом наступних 70 років. 1914 року наклад газети досягнув 20 тисяч примірників, бо під час Першої світової війни попит на свіжі новини був надзвичайно високим. Надалі газета залишалася основним джерелом новин в канадській Альберті.
2000 року Calgary Herald придбав засновник найбільшої медіакомпанії Канади Canwest Ізраїль Аспер. На цей момент щоденні продажі газети перевищували 114 тис. примірників у звичайні дні, та понад 150 тис. примірників п'ятницями. 